# 2례 2박수 1례

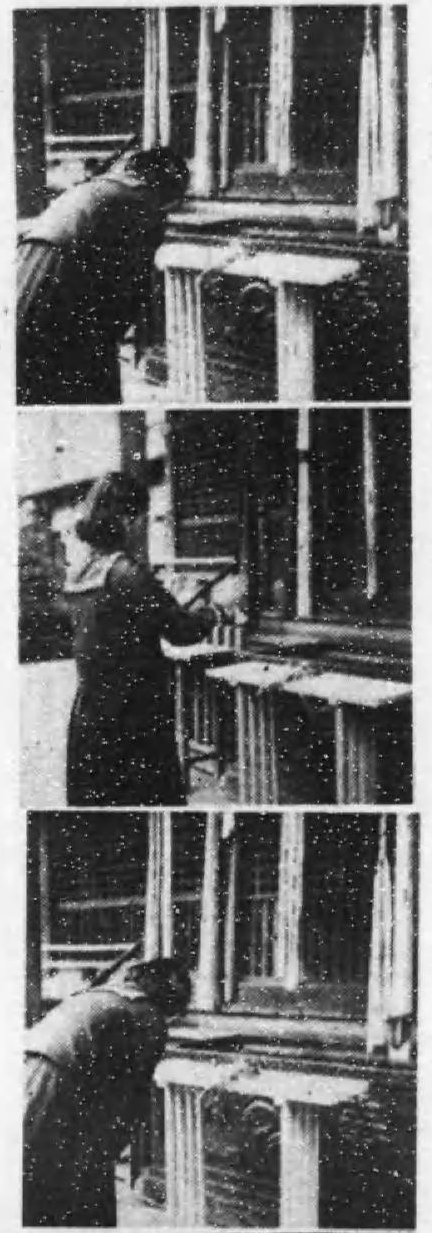
전전(戰前)의 2배 2박수 1배의 예. 위가 2배, 가운데가 2박수, 아래가 1배. 다마쿠지를 바친 후의 배례이며, 앞쪽의 상 위에 다마쿠지가 보인다. 출처: NDLJP: 1054789/27.

2례 2박수 1례(二礼二拍手一礼 니레니하쿠슈이치레(にれいにはくしゅいちれい)[*])는 일본 신사에서 사용되는 배례 관례로 절을 두 번 하고, 손뼉을 두 번 치고, 마지막으로 한 번 더 절을 하는 것을 말한다. 신사 본청 · 이세 신궁 · 야스쿠니 신사 등은 이런 류의 참배 예법을 2배 2박수 1배(二拝二拍手一拝)라 한다. 2례 2박수 1례라고 하는 명칭은 도쿄도 신사청이나 도쿄대신궁, 보도기관 등이 쓰고 있다. 덧붙여 배례의 예법은 신사나 지역에 따라 약간의 특색이 있어 엄격한 형식이 있는 것은 아니다.

## 개요
신사의 참배 예법은 시대와 함께 변화해 왔다. 현재는 2배 2박수 1배가 기본이다. 2례 2박수 1례는 전후에 일반화되었으며, 신사에 따라서는 다른 예법을 취하는 곳도 있다. 지금은 많은 신사에 2례 2박수 1례를 권장하는 푯말이 있으며, 젊은 세대를 중심으로 많은 참배자가 이에 따르고 있다.

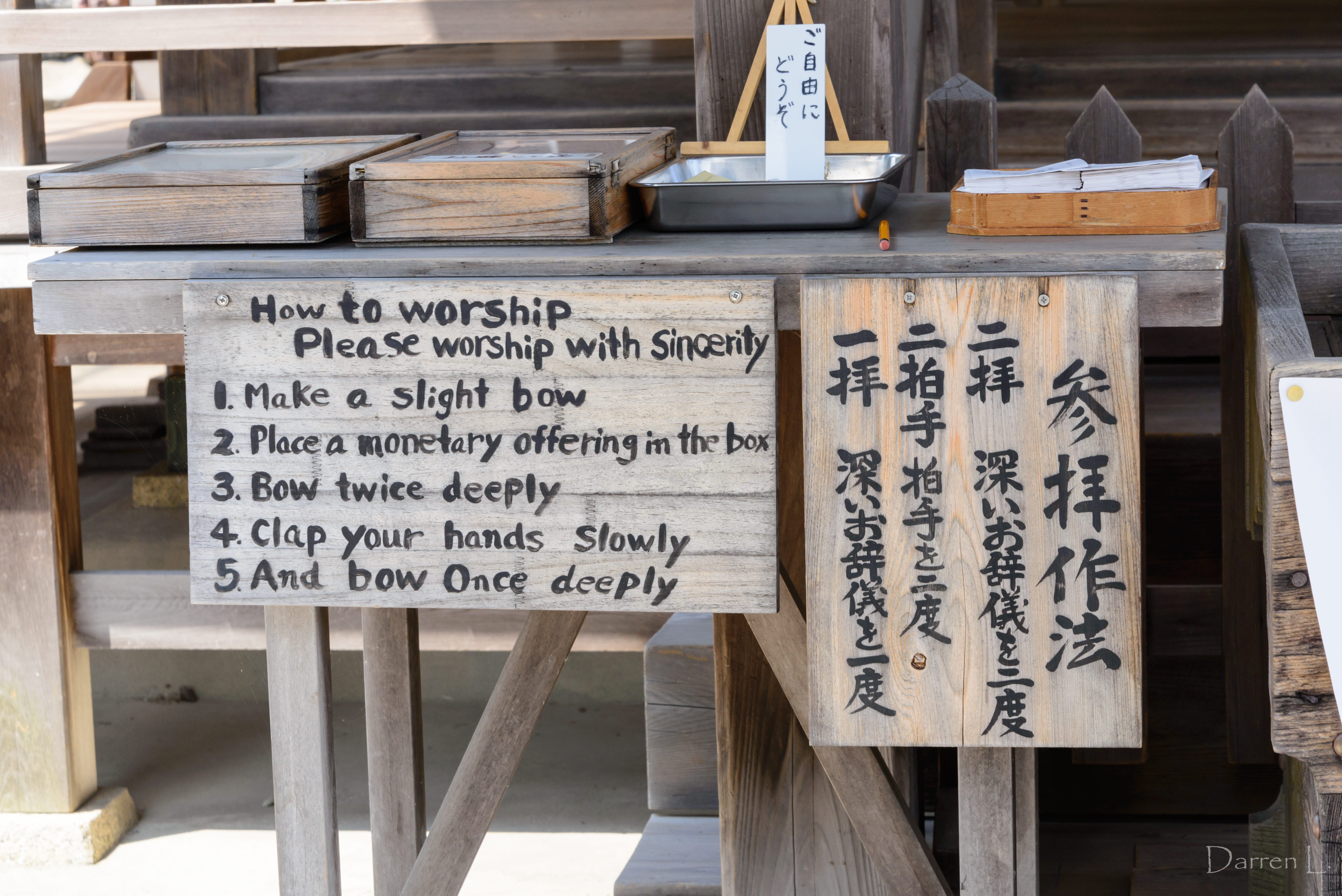
참배 예법, 2016년, 나고야. 2배 2박수 1배에 대한 설명이 일본어와 영어로 적혀 있다.

2례 2박수 2례(또는 2배 2박수 1배)의 예법은 신사에 따라서 조금씩 다르지만, 예로써 이세 신궁은 '참배의 예법(2배 2박수 1배)'을 다음과 같이 설명한다.
1. 신 앞으로 나아가 자세를 바로잡는다.
2. 등을 펴고 허리를 90도로 굽혀 깊은 절을 두 번 한다.
3. 양손을 가슴 높이로 맞추고 오른손을 아래로 조금 내린다.
4. 양손을 어깨 폭 정도까지 벌려 박수를 두 번 친다.
5. 오른손을 올려 손가락 끝을 맞추고 깊은 절을 한 번 한다.

마지막 1배 전에 양손을 내리라는 지시는 없지만, 동영상에서는 양손을 내린다.
이세 신궁에 따르면 깊은 절을 배(拝, はい)라고 하며, 손뼉을 쳐 소리내는 것을 박수(拍手, はくしゅ)라 한다. 배와 박수 모두 예로부터 해오던 경례의 예법이라고는 하나, 2배 2박수 1배의 유래에 대해서는 언급이 없다. 신사본청에 따르면, 참배 예법은 오랫동안 변화해 오다가 오늘날 2배 2박수 1배가 기본이 되었다고 한다.

## 역사
배(拝)는 옛날에 'をろがむ'라고 훈독했으며, 나중에야 'をがむ'로 읽게 되었다. 불교가 점차 번영함에 따라 'をがむ'는 불교식 합장이라는 의미를 얻게 되었고, 예로부터의 배는 음독해서 'ハイ'라고 하거나 '예'(礼)라고 하게 되었다.

### 2례 2박수 1례 보급 전의 신전배례(神前拝礼)
고사류원에 따르면 본래의 배례는 앉은 채로 절하고 박수치는 '좌배박수'(座拝拍手)로 추측된다.
배(拝)는 옛날에 をろがむ라고 훈독하다가 후에 をがむ라고 하게 되었다. 불교가 점점 융성하면서 をがむ는 불교식의 합장이라는 뜻도 갖게 되었다. 이에 예로부터의 배는 음독하여 ハイ라 하고나 예(礼)라고 하게 되었다.
예로부터의 절은 앉은 채로 하는 좌배이며, 서서 하는 입배(立拝)는 중국이나 한국의 예법을 들여온 것이 시작이었다. 입배는 절의 횟수에 따라 1배, 2배, 4도배, 8도배가 있었다. 2배는 절을 두 번 하는 것으로 재배(再拝)라고 했다. 4도배는 재배를 두 번 하는 것으로 양단재배(両段再拝)라고 했다. 8도배는 양단재배를 두 번 한 것이었다. 3배와 9배도 있는데 이들은 불교식이다.
입배와 좌배도 행해지고 있었지만, 보통의 민간에서는 좌배만 했던 것으로 추측된다. 이런 경향은 여성에게서 두드러지게 나타났다. 남성이 입배할 때에도 여성은 좌배만 하곤 했기 때문이다.
박수(拍手)는 손과 손을 맞부딪치는 것으로, 후세에 와전되어 카시하데(柏手)라 했다. 박수는 간무 천황 시대까지 설날의 의식에서 사용되었으나, 그 의식에 발해인을 참여시키기 위해 사용하지 않았던 적도 있다. 이후로 박수는 오랫동안 하지 않게 되어 신사(神事)에서만 하게 되었다. 이 박수는 팔개수(八開手)라고 하여 8번 치는 것을 1단으로 했다. 최대는 4단, 즉 32회였다.
손뼉을 치는 것에는 완급이 있어 장박수(長拍手)와 단박수(短拍手)로 구분했다. 단박수는 '시노비데'라 하여 소리를 내지 않고 정숙히 치는 것이었다.
신배(神拝)의 방법은 다양하고, 박수나 배만 하는 경우도 있었다. 그러나 대개는 배와 박수를 같이 했다. 고전에 ‘4단배봉 단수2단박(四段拝奉短手二段拍)’이나 ‘4단배봉 8개수박씨 단수1단박 배봉(四段拝奉八開手拍氏短手一段拍拝奉)’으로 언급된다. 옛날에는 이들 예법은 신배(神拝)에서뿐만이 아니라 일상에서도 사용했지만, 후에는 신배에서만 사용하게 되었다. 또한 합장은 인도의 예법이며, 처음 불사에서만 사용되었지만, 후에는 신배에도 사용하게 되었다.
島田 (2019)의 설에 따르면 2례 2박수 11례가 보급되기 전에는 신사 참배에서 합장이 쓰였다. 신 앞에서 합장하고 있던 이유는 전근대의 신불습합에 있다.신불습합의 시대에 사람들은 신에게 기도하는 것과 부처에게 기원하는 것을 구별하지 않았다. 그렇기 때문에 부처 앞에서 합장하듯 신 앞에서도 합장한 것이다. 그러한 경향은 메이지 시대 신불분리 후에도 계속됐다. 또한 옛날 사람들은 신에게 빌 때 주저앉는 것과 비슷한 자세를 취하고 있었다고 한다. 이것이 島田 (2019)의 설이다.
실제로는 쇼와 전전기(戦前期)의 예법 연구자의 관찰에 따르면, 당시 신사에서 일본 불교풍으로 합장하여 기도하는 사람보다는 인도 불교풍으로 합장하고 절을 하는 사람이 많았다. 당시 간행된 예법서에서는 “신사에 참배하고 손을 모으는 사람이 많다”라든가 “배를 할 때 손을 모으는 사람이 있다”는 지적이 실려 있다. 모든 책에 손을 모으는 것 는 인도 불교식이기 때문에 신사에서는 손을 모으지 말고 아래로 내려야 한다는 주장이 실려 있었다. 헤이세이 시대에 다키가와 크리스텔이 올림픽 유치에 연사로 나설 때 합장하면서 인사를 했었는데, 인터넷에서 '그게 일본식이 맞는지 착각된다' 등의 비판이 있었다. 그러나 합장배례는 쇼와 전전기에 신 앞에서 행하던 일본의 민속이며, 그것을 인도 불교식으로 간주하고 일본식 신사에 어울리지 않는다고 비판하던 것도 당시부터 있었던 것이다.
쇼와 전전기에 간행된 예법연구서에 의하면, 서양식 옷을 입고 신사를 참배하는 경우에 읍→배→읍의 형식(에샤쿠→최경례→에샤쿠와 같은 형식)을 따르는 것이 종래부터 많았다고 한다.
군인의 신배(神拝) 방법은 법령으로 정해져 있었다. 예를 들어 육군예식령은 다음과 같이 정하고 있다.
- 단독의 군인이 총을 들지 않고 배신(拝神)할 때는 배례를 한다.[18] 배례는 최경례와 같은 방법으로 한다.[19] 최경례는 천황에게 하는 것으로, 그 예법은 왕좌를 향하고 부동 자세를 취한 후 천황을 바라보고 머리를 상체의 방향과 같도록 유지한 채로, 천천히 상체를 약 45도 기울였다가 천천히 원래 자세로 돌아가는 것이다.[20]
- 부대가 무장하지 않고 배신하는 경우도 배례를 한다.[18] 이 경우 지휘자의 '탈모', '배례', '바로'의 지시에 따라서 움직인다.[19]
- 단독의 군인이 총을 들고 배신할 때는 때는 받들어총을 한다.[18]
- 무장한 부대가 배신할 때는 신 앞에 정렬하여 천황에 대한 것과 같은 방법으로 경례한다.[21] 구체적으로는 하사관병은 받들어총을 하고, 장교는 칼의 예를 하며, 군기(軍旗)도 경례한다.[22] 나팔은 기미가요를 대신하여 '나라의 진호'를 취주한다.[21]

전시에는 호국 신사나 야스쿠니 신사에 참배할 때, 학생도 군인을 흉내내어 총을 멨다가 바쳐서 받들어총을 했다고 한다.

## 같이 보기
- 국가신토
- 신토
- 박수 (신토)
- 신기원

### 내용주
1. ↑  玉串(たまぐし) 비쭈기나무 가지에 (닥나무 섬유로 만든) 베 또는 종이 오리를 달아서 신전에 바치는 것
2. ↑  揖(ゆう) 가볍게 하는 인사. 에샤쿠(会釈, えしゃく)라고도 한다.
3. ↑  最敬礼(さいけいれい) 가장 정중한 절. 양손이 무릎에 닿도록 허리를 크게 굽혀서 하는 절.

### 참조주
1. 1 2 3  “参拝の作法とマナー”. 神宮（伊勢神宮）. 2020년 2월에 확인함.
2. 1 2 3  “参拝方法”. 神社本庁. 2020년 2월에 확인함.
3. ↑  “参拝の作法”. 東京大神宮. 2020년 2월에 확인함.
4. 1 2  “参拝の作法”. 東京都神社庁. 2020년 2월에 확인함.
5. ↑  國學院大学日本文化研究所編『〔縮刷版〕神道事典』236～237頁 参拝作法。
6. ↑  “神社の拝礼の際に「二礼二拍手一礼」することが多いが、その由来について知りたい。”. 国立国会図書館レファレンス協同データベース. 2020년 2월에 확인함.
7. ↑  “｢神社で柏手を打ってはいけない｣納得の理由 ｢二礼二拍手一礼｣はウソだった”. プレジデントオンライン. 2020년 2월에 확인함.
8. 1 2 3 4 5 6 7  「敬礼」『古事類苑』礼式部1。
9. 1 2 3 4  「神拜」『古事類苑』神祇部37。
10. ↑  島田 (2019) 25頁。
11. ↑  島田 (2019) 32頁。
12. ↑  島田 (2019) 33頁。
13. 1 2  九華会 (1941) NDLJP:1464441/11の左下から次のコマの右下にかけて。
14. 1 2  国民礼法研究会 (1941) NDLJP:1447302/25。
15. ↑  “滝川クリステル、おもてなし合掌に「違和感」の声も 「合掌はしない」「お辞儀では？」”. 《ライブドアニュース》. 2020년 2월 28일에 확인함.
16. ↑  桜井 (1942) NDLJP:1450597/53。
17. ↑  官報1940年1月26日 軍令陸第3号 陸軍礼式令、NDLJP:2960409/1。
18. 1 2 3  陸軍礼式令第46条。
19. 1 2  陸軍礼式令第23条。
20. ↑  陸軍礼式令第22条。
21. 1 2  陸軍礼式令第47条。
22. ↑  陸軍礼式令第43条。
23. ↑  “第102回国会衆議院内閣委員会第18号昭和60年8月20日小川仁一委員発言”. 《国会会議録検索システム》. 国立国会図書館. 2020년 2월에 확인함.テキスト上「一礼二拍手一礼」と誤記されているが、リンク先から辿れるPDFファイルで議事録原文を確認すると、正しくは「二礼二拍手一礼」である。

## 참고 문헌
- 筧克彦・菱沼理弌 (1920). 《皇国運動》. 博文館.
- 筧克彦 (1926). 〈皇国運動〉.   処女会中央部. 《これからの家庭と経済》. 日比書院.
- 九華会(編) (1941). 《解説礼法要項 : 文部省制定》. 文淵閣.
- 国民礼法研究会(編著) (1941). 《昭和の国民礼法 : 文部省制定》. 帝国書籍協会.
- 桜井役 (1942). 《礼法読本》. 増進堂.
- 桜井役 (1943). 《礼法の研究》. 増進堂.
- 島田裕巳 (2019년 11월 7일). 《神社で拍手を打つな！ -日本の「しきたり」のウソ・ホント》. 中央公論新社. ISBN 9784121506702.
- 神祇院教務局祭務課(閲) (1942). 《神社祭式行事作法》. 明文社.
- 中央教化団体連合会(編著) (1934). 《教化指導者の心得べき国民作法一斑》. 中央教化団体連合会.
- 平凡社(編) (1941). 《神道大辞典》 全3巻. 平凡社.
- 宮崎県神職会 (1936). 《神まつりと其の作法》. 宮崎県神職会.
- 鷲山重雄 (1937). 《尋常一・二年作法実践細案》. 明治図書.
- 鷲山重雄 (1937). 《尋常三・四年作法実践細案》. 明治図書.